# Olympische Jugend-Sommerspiele 2010/Teilnehmer (Bahrain)
| Gelbes Symbol für Goldmedaillen mit stilisierten Olympischen Ringen | Graues Symbol für Silbermedaillen mit stilisierten Olympischen Ringen | Braundes Symbol für Bronzemedaillen mit stilisierten Olympischen Ringen |
| ------------------------------------------------------------------- | --------------------------------------------------------------------- | ----------------------------------------------------------------------- |
| —                                                                   | —                                                                     | —                                                                       |

Die Jugend-Olympiamannschaft aus Bahrain für die I. Olympischen Jugend-Sommerspiele vom 14. bis 26. August 2010 in Singapur bestand aus vier Athleten.

## Athleten nach Sportarten

### Leichtathletik
Jungen
- Ali Omar Abdulla Al Doseri
100 m: 28. Platz
- Faisal Jasim Mohamed
200 m: DNS (Finale)

### Taekwondo
| Mädchen - Sara Sadeq Klasse bis 44 kg: 5. Platz | Jungen - Ebrahim Ahmed Klasse bis 55 kg: 9. Platz |